# 富士大学
富士大学（ふじだいがく、英語: Fuji University）は、岩手県花巻市下根子450-3に本部を置く日本の私立大学。1965年創立、1965年大学設置。大学の略称は富士大。

## 概要
1965（昭和40）年に奥州大学として開学、1976（昭和51）年に富士大学へ改称した。幅広い視野と人格を持った創造力のある個性豊かな人間の育成を目標に、経済学科と経営法学科を設置している。大学院経済・経営システム研究科は、税理士、公認会計士など職業会計人を養成する。

## 学部・学科
- 経済学部
  - 経済学科
  - 経営法学科

## 大学院
- 経済・経営システム研究科
  - 経済・経営学専攻（修士課程）

## 沿革
- 1915年（大正4年）4月 - 実業家の小池茂実（小池茂實）が、現在の東京都新宿区山吹町に私塾商工学舎創設
- 1924年（大正13年） - 小池茂実が、豊多摩郡和田堀之内村に中央女学校を開設
- 1925年（大正14年）1月 - 商工学舎を早稲田商業学校に改称
- 1929年（昭和4年）5月 - 早稲田商業学校の姉妹校として、実業学校令による財団法人京王商業学校と京王商業学校を東京都杉並区和泉の現校地に開設
- 1932年（昭和7年）6月 - 早稲田商業学校を財団法人努力学園に改組、校名を帝国商業学校に改名
- 1933年（昭和8年） - 中央女学校が休校する。後年に渋谷教育学園渋谷中学高等学校となる。
- 1944年（昭和19年）4月 - 京王商業学校・帝国商業学校ともに戦時特令に基づき工業学校へ転換、京王工業学校・帝国工業学校に校名を改称
- 1945年（昭和20年）5月 - 戦災により帝国工業学校の校舎が焼失。現在の東京都港区、江戸川区の小学校舎を利用し授業を継続
- 1946年（昭和21年）4月 - 京王工業学校・帝国工業学校ともに商業学校に再転換、京王商業学校・帝国商業学校に校名を改称
- 1948年（昭和23年）4月 - 京王商業学校・帝国商業学校を統合、新たに財団法人京王学園を設置。京王幼稚園・京王中学校・京王高等学校（普通科：全日制・定時制）を設置。幼稚園以外は男子のみ
- 1951年（昭和26年）2月 - 私立学校法の施行により、財団法人を学校法人京王学園に改組
- 1952年（昭和27年）4月 - 京王高等学校の全日制に商業科（男女共学）を設置、定時制の普通科を商業科に改編
- 1954年（昭和29年）4月 - 京王中学校の生徒募集を休止
- 1955年（昭和30年）2月 - 専修大学と提携、校名を専修大学附属京王中学校・高等学校に改称
- 1957年（昭和32年）
  - 3月 - 専修大学附属京王高等学校の定時制を廃止、全日制のみとなる
  - 4月 - 専修大学附属京王高等学校商業科女子部の生徒募集を停止
- 1959年（昭和34年） - 創立30周年記念式典を挙行
- 1961年（昭和36年）4月 - 専修大学附属京王中学校の生徒募集を再開
- 1963年（昭和38年）8月 - 岩手県花巻市に大学用地を買収
- 1965年（昭和40年）
  - 1月 - 学校法人京王学園奥州大学設置認可
  - 4月 - 奥州大学開学
- 1967年（昭和42年）7月 - 奥州大学に文部大臣委嘱図書館司書・司書補講習を開講
- 1969年（昭和44年）
  - 4月 - 専修大学附属京王中学校を廃止
  - 10月 - 法人名と校名を専修大学附属高等学校に改称
  - 11月 - 奥州大学が学校法人奥州大学を設立、学校法人専修大学附属高等学校から分離・独立
- 1976年（昭和51年）4月 - 合併法人名を学校法人富士大学に、大学名を富士大学に改称。富士短期大学理事長二上仁三郎が同学校法人理事長を兼任する（のちに関係解消）
- 1977年（昭和52年）3月 - 富士大学記念体育館（校舎3号館）完成
- 1984年（昭和59年） - 附属学術研究所を開設
- 1987年（昭和62年）9月 - 校舎5号館（図書館棟）完成
- 1988年（昭和63年）3月 - 寄宿舎（第二陸奥寮）完成
- 1993年（平成5年）
  - 9月 - 校舎6号館完成
  - - 附属学術研究所を附属地域経済文化研究所に改組
- 1995年（平成7年）9月 - 武道館・野球場完成
- 1998年（平成10年）4月 - 校舎メディア棟完成
- 1998年（平成10年）4月 - 経済学部経営法学科開設
- 1998年（平成10年）8月 - 屋内総合体育館（スポーツセンター）完成
- 1999年（平成11年）12月 - 全天候型陸上競技場完成
- 2002年（平成14年）3月 - 寄宿舎（第三陸奥寮）完成
- 2003年（平成15年）4月 - 経済学部経営情報学科開設
- 2003年（平成15年）4月 - 大学院経済・経営システム研究科開設
- 2006年（平成18年）7月 - 人工芝サッカー場完成

## 学生生活

### スポーツ
- 硬式野球部 - 2009年（平成21年）第58回全日本大学野球選手権大会で、北東北大学リーグで初めて決勝へ進出し、法政大学に敗れて準優勝する。
- サッカー部 - 東北地区大学サッカーリーグ1部に所属。総理大臣杯全日本大学サッカートーナメント、天皇杯全日本サッカー選手権に出場実績がある。

## 刊行物
- 『富士大学紀要』
- 『星辰：富士大学学術研究会報』
- 『富士大学地域経済文化研究所研究年報』

## 他大学と協定
国際・学術交流等協定校
- マサチューセッツ大学ローウェル校（アメリカ・マサチューセッツ州）
- ワシタ・バプティスト大学（アメリカ・アーカンソー州）
- 吉林農業大学（中国・吉林省・長春市）
- 牡丹江師範学院（中国・黒竜江省）
- 中国海洋大学（中国・山東省・青島市）
- 海南大学（中国・海南省）

いわて5大学学長会議 - 「岩手県内の高等教育・学術研究の振興と地域社会の発展に寄与する」ため、県内の岩手大学、岩手県立大学、岩手医科大学、盛岡大学が連携して設置した協議の場で、単位の互換の協定、大学図書館の相互利用等などが認められている。

## 大学関係者一覧
- 富士大学の人物一覧

## アクセス
- 東北本線花巻駅から岩手県交通バス利用。
  - ｢石鳥谷線｣に乗車。｢富士大学入口｣下車。徒歩10分。
- 無料スクールバス[2]
- その他[3]